# Ângelo Meneses
Ângelo Rafael Teixeira Alpoim Meneses (Vila Nova de Famalicão, 3 luglio 1993) è un calciatore portoghese, difensore del Dewa Utd.

## Palmarès

### Club

#### Competizioni nazionali
- Supercoppa d'Armenia: 1

Ararat-Armenia: 2019
- Campionato armeno: 1

Ararat-Armenia: 2019-2020
- Segunda Liga: 1

Rio Ave: 2021-2022